# La isla
La isla é um filme de drama argentino de 1979 dirigido por Alejandro Doria, coautor do roteiro com Aída Bortnik. Foi selecionado como representante da Argentina à edição do Oscar 1980, organizada pela Academia de Artes e Ciências Cinematográficas.

## Elenco
- Selva Alemán
- Hugo Arana
- Aldo Barbero
- Héctor Bidonde
- Luisina Brando
- Alicia Bruzzo
- Franklin Caicedo
- Lito Cruz
- Graciela Dufau
- Juan Carlos Gianuzzi
- Lisardo Laphitz
- Sandra Mihanovich
- Aníbal Morixe